# Pseudoneilonella atossa
Pseudoneilonella atossa – gatunek małża morskiego z rodziny Neilonellidae należącej do podgromady pierwoskrzelnych.
Gatunek ten opisał w 1908 roku William Healey Dall, nadając mu nazwę Tindaria atossa. Miejsce typowe to wody u południowych wybrzeży Panamy; okazy typowe odłowiono w 1891 roku z pokładu statku badawczego Albatross na głębokościach 1865 i 2323 metrów.
Są rozdzielnopłciowe, bez zaznaczonych różnic płciowych w budowie muszli. Odżywiają się planktonem oraz detrytusem.